# XXXVIII Festival Internacional de Cinema Fantàstic de Catalunya
La XXXVIII edició del Sitges Festival Internacional de Cinema de Catalunya (abans, Festival Internacional de Cinema Fantàstic de Sitges) es va organitzar del 9 al 18 d'octubre de 2005 dirigida per Àngel Sala. Aquesta edició va coincidir amb el 30è aniversari de l'estrena de Tauró de Steven Spielberg, Entre les novetats d'aquesta edició, hi hagué la creació del Jurat Jove, format per crítics de cinema d'entre 18 i 30 anys i que entregaria un premi del jurat a un dels llargmetratges de la secció oficial. Es va atorgar el premi Màquina del Temps a Álex de la Iglesia, de qui es va projectar La habitación del hijo, una mena d'episodi d' Historias para no dormir, i es van dedicar retrospectives a Johnnie To i a "Europa Imaginària". L'edició es va caracteritzar pel predomini de les produccions asiàtiques. El festival fou inaugurat amb Serenity i tancà amb Una història de violència, de David Cronenberg.

## Pel·lícules projectades

### Secció oficial Fantàstic
- Hard Candy de David Slade
- Lemming de Dominik Moll
- The Dark de John Fawcett
- Yōkai Daisensō de Takashi Miike
- Fràgils de Jaume Balagueró
- The Piano Tuner of Earthquakes dels germans Quay
- Chinjeolhan geumjassi (Lady Vengeance) de Park Chan-wook
- Set espases de Tsui Hark
- Dalkomhan insaeng (A Bittersweet Life) de Kim Ji-Woon
- Election de Johnnie To
- Shutter de Banjong Pisanthanakun i Parkpoom Wongpoom
- Blood Rain de Kim Dae-seung
- El sabor de la síndria de Tsai Ming-liang
- Oculto d'Antonio Hernández
- MirrorMask de Dave McKean
- La Moustache de Emmanuel Carrère
- The Wild Blue Yonder de Werner Herzog
- La monja de Luis de la Madrid
- La núvia cadàver de Tim Burton (fora de concurs)
- Serenity de Joss Whedon
- Una història de violència de David Cronenberg (fora de concurs)
- Flightplan de Robert Schwentke (fora de concurs)
- L'imperi dels llops de Chris Nahon
- Sky High de Mike Mitchell
- L'exorcisme de l'Emily Rose de Scott Derrickson
- Els renegats del diable de Rob Zombie
- Allegro de Christoffer Boe
- Somne d'Isidro Ortiz [8]
- Tempesta de Tim Disney
- The Jacket de John Maybury
- Trouble de Harry Cleven
- Voice de Choi Ik-Hwan

### Secció Noves Visions
- I tu, què saps? de Marck Vicente, William Arntz i Betsy Chasse
- The Girl from Monday de Hal Hartley
- Eli, Eli, Lema Sabachthani? de Shinji Aoyama
- Haze de Shinya Tsukamoto
- Citizen Dog de Wisit Sasanatieng
- Grizzly Man de Werner Herzog

### Retrospectiva Europa Imaginària
- L'Année dernière à Marienbad (1961) d'Alain Resnais
- El fantasma de la llibertat (1974) de Luis Buñuel
- Benny's Video (1992) de Michael Haneke
- Danza macabra (1964) d'Antonio Margheriti
- Teorema (1968) de Pier Paolo Pasolini

### Secció Orient Express
- A World Without Thieves de Feng Xiaogang
- Born To Fight de Panna Rittikrai
- New Police Story de Benny Chan
- The Neighbor No. Thirteen de Yasuo Inoue
- Trucada perduda 2 de Renpei Tsukamoto
- Antarctic Journal de Yim Pil-sung
- Naina de Shripal Morakhia
- Zee-Oui de Nida Suthat Na Ayutthaya i Buranee Rachjaibun
- Demon Pond de Takashi Miike [9]

### Anima't
- Urusei Yatsura de Mamoru Oshii i Kazuo Yamazaki
- Dead Leaves de Hiroyuki Imaishi
- Frank ja Wendy de Priit Tender, Ülo Pikkov i Kaspar Jancis
- Mind Game de Masaaki Yuasa
- Nyócker! d'Áron Gauder
- Final Fantasy VII: Advent Children de Tetsuya Nomura
- Gisaku de Baltasar Pedrosa Clavero (fora de concurs)

## Jurat
El jurat internacional era compost per Bill Plympton, Àngel Quintana, Nieve de Medina, Blanca Li i Elvis Mitchell.

## Premis
Els premis d'aquesta edició foren:
| Categoria                                       | Premiat                                                 | Treball                        |
| ----------------------------------------------- | ------------------------------------------------------- | ------------------------------ |
| Premi al millor director                        | Johnnie To                                              | Election                       |
| Premi a la millor pel·lícula                    | Hard Candy                                              | David Slade                    |
| Premi a la millor actriu                        | Lee Young-ae                                            | Chinjeolhan geumjassi          |
| Premi al millor actor                           | Lee Kang-sheng                                          | El sabor de la síndria         |
| Premi al millor guió                            | Brian Nelson                                            | Hard Candy                     |
| Premi a la millor fotografia                    | Kwok-Man Keung                                          | Set espases                    |
| Premi al millor banda sonora                    | Dalpalan Jang Young-gyu                                 | Dalkomhan insaeng              |
| Premi als millors efectes especials             | Thomas Mulack                                           | The Piano Tuner of Earthquakes |
| Premi al millor make-up                         | Michele Bell                                            | MirrorMask                     |
| Premi a la millor direcció artística            | Dave McKean                                             | MirrorMask                     |
| Premi al millor Curtmetratge                    | Wi Ding Ho                                              | Hu Xi                          |
| Premi Gertie al millor llargmetratge d'animació | Nyócker!                                                | Áron Gauder                    |
| Premi Gertie al millor curtmetratge d'animació  | Cirkus                                                  | Thomas Pors                    |
| Premi Orient Express                            | Antarctic Journal                                       | Yim Pil-sung                   |
| Premi de la Crítica José Luis Guarner           | El sabor de la síndria                                  | Tsai Ming-liang                |
| Premi Carnet Jove Fantàstic                     | Election                                                | Johnnie To                     |
| Premi Carnet Jove Midnight X-Treme              | The Dark Hours                                          | Paul Fox                       |
| Premi Carnet Jove Menció Especial               | The Wild Blue Yonder                                    | Werner Herzog                  |
| Premi Noves Visions                             | The Girl from Monday                                    | Hal Hartley                    |
| Premi Noves Visions. Menció Especial            | Grizzly Man                                             | Werner Herzog                  |
| Premi Nova Autoria Millor direcció              | Mar Coll                                                | La última polaroid             |
| Premi Nova Autoria Millor guió                  | Pau Itarte Quim Fuster                                  | Sin piedras                    |
| Premi Nova Autoria Millor música original       | Oier Sarasua                                            | 14 apóstoles                   |
| Premi Méliès d'argent al millor llargmetratge   | Trouble                                                 | Harry Cleven                   |
| Premi Méliès d'argent al millor curtmetratge    | City Paradise                                           | Gaëlle Denis                   |
| Premi Ciutadà Kane a la direcció revelació      | La Moustache                                            | Emmanuel Carrère               |
| Premi del Jurat Internacional. Menció especial  | Zulo                                                    | Carlos Martín Ferrera          |
| Premi Anima't al millor curt d'animació         | Home Delivery                                           | Elio Quiroga                   |
| Premi Honorífic Màquina del Temps               | Álex de la Iglesia Johnnie To Bill Plympton Lisa Henson |                                |
| Premi Honorari "María"                          | Julio Fernández Rodríguez                               |                                |
| Gran Premi Honorari                             | Jodie Foster                                            |                                |